# Schweizerische Mobiliar
Schweizerische Mobiliar Versicherungsgesellschaft AG eller Schweizerischen Mobiliar Holding AG er et schweizisk forsikringsselskab. Det ejes af Schweizerischen Mobiliar Genossenschaft. De har 6.293 ansatte.
 I 1826 blev "Schweizerische Gesellschaft zur gegenseitigen Versicherung des Mobiliars gegen Brandschaden“ grundlagt i Bern.